# Honda XL 50
Die Honda XL 50 ist ein Mokick vom Fahrzeughersteller Honda, das in den 1970er und 80er-Jahren verkauft wurde. 

## Technische Details
Der luftgekühlte Einzylindermotor erzeugt aus 42 mm Bohrung und 36,5 mm Hub in der Klasse bis 50 cm³ Hubraum eine Nennleistung von 1,25 kW (1,7 PS). Der Viertaktmotor hat eine obenliegende Nockenwelle, die ein Ein- und ein Auslassventil ansteuert. Es handelt sich vom Design her um eine echte Enduro, die trotzdem auf Grund der geringen Größe nur eingeschränkt geländegängig ist. Um den Zulassungsbedingungen als Mokick mit Versicherungskennzeichen zu genügen, wurde der Motor durch eine Drossel im Auspuff und einer ab 4500/min spätverstellenden Zündung gedrosselt und hatte dadurch nur 1,7 PS.  Der gleiche Motor war in der CY 50 sowie ohne Lochblende in der Honda CB 50 J verbaut. Zum Einsatz kam die für die Zeit übliche 6 Volt Elektrik. Die wählbare Farben waren damals sulfur-yellow (gelb) und tahiti-rot (rot). Der Kaufpreis lag bei 1799 DM.

## Hintergrund
Der Motor mit größerem Hubraum (80 cm³) wurde in der Honda CY 80 und in der Honda XR 80 verbaut. Heute wird der Motor in modifizierter Form in den Modellen APE 50 und APE 100 verbaut.